# Cadre-45/1-Weltmeisterschaft 1929

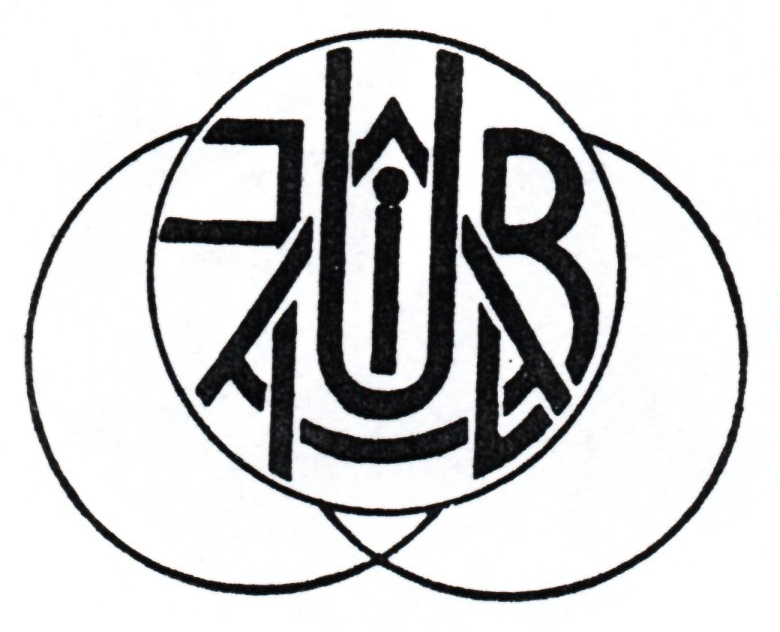
Logo UIFAB (ausrichtender Verband)

Veranstaltungsort: New York City

Die Cadre-45/1-Weltmeisterschaft 1929 war die dritte Cadre 45/1 UIFAB-Weltmeisterschaft, die bis 1938 im Cadre 45/1 und ab 1967 im Cadre 47/1 ausgetragen wurde. Das Turnier fand vom 6. bis zum 12. Mai 1929 in New York City statt. Es war die erste Cadre 45/1 Weltmeisterschaft in den Vereinigten Staaten von Amerika.

## Geschichte
Der Ägypter Edmond Soussa konnte seinen in Vichy errungenen Titel in New York City verteidigen. Das gelang aber erst in einem Entscheidungsmatch gegen den Belgier Théo Moons. Der Amerikaner Francis S. Appleby verbesserte den Amateurweltrekord im besten Einzeldurchschnitt auf 21,42.

## Turniermodus
Es wurde im Round Robin System bis 300 Punkte gespielt. Bei MP-Gleichstand (außer bei Punktgleichstand beim Sieger) wird in folgender Reihenfolge gewertet:
1. MP = Matchpunkte
2. GD = Generaldurchschnitt
3. HS = Höchstserie

## Abschlusstabelle

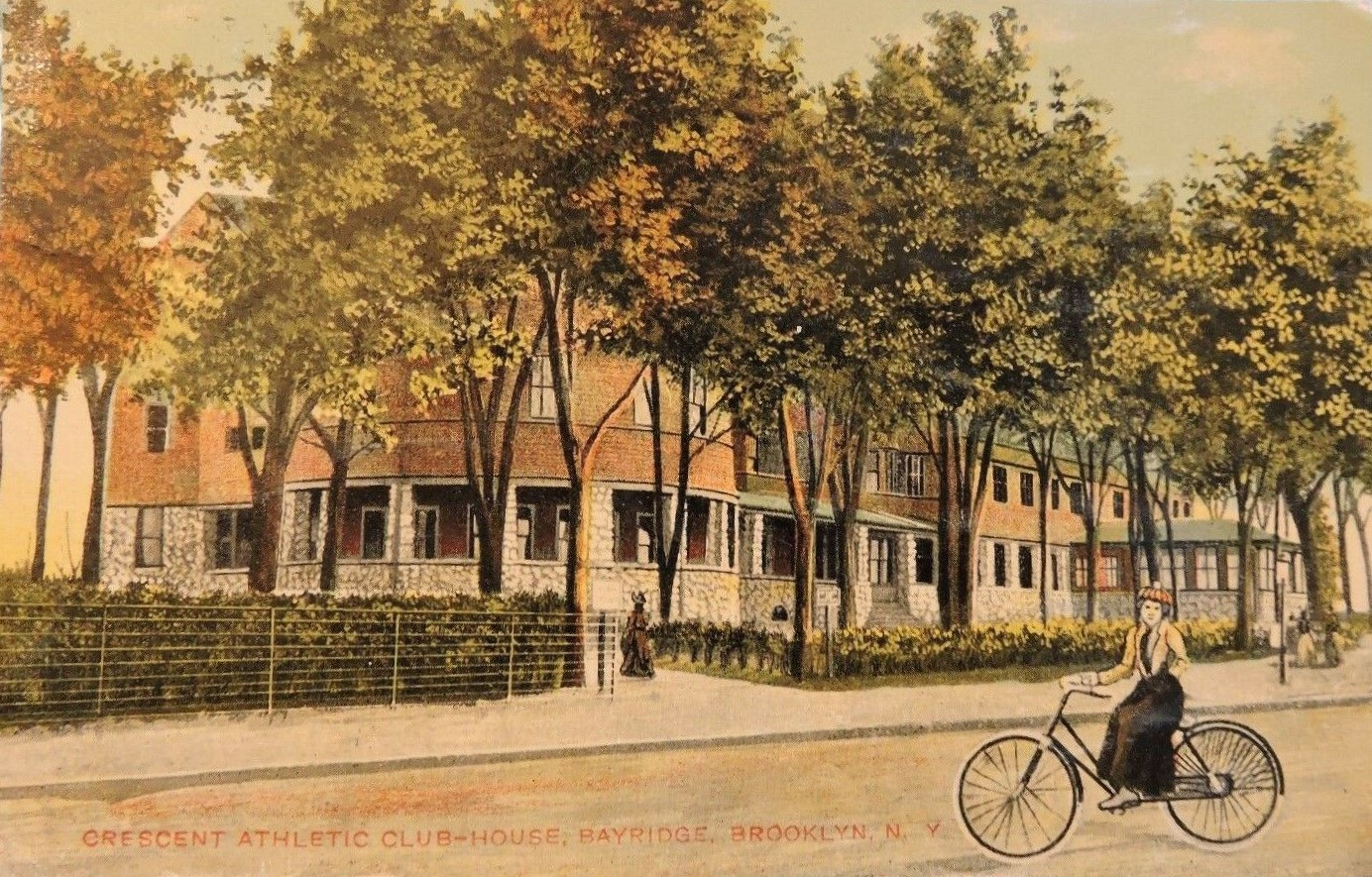
Circa 1909 postcard of Crescent Athletic Club, Bay Ridge, Brooklyn

| MP    | Match Points (Sieger = 2; Unentschieden = 1; Verlierer = 0) |
| Pkte. | Erzielte Karambolagen                                       |
| Aufn. | Benötigte Versuche                                          |
| GD    | Generaldurchschnitt                                         |
| BED   | Bester Einzeldurchschnitt eines Spielers                    |
| HS    | Höchstserie                                                 |
|       | Bester GD des Turniers                                      |
|       | Bester ED des Turniers                                      |
|       | Beste HS des Turniers                                       |
|       | 1. Platz (Gold)                                             |
|       | 2. Platz (Silber)                                           |
|       | 3. Platz (Bronze)                                           |

| Platz                                       | Name               | MP   | Pkte. | Aufn. | GD    | BED   | HS |
| ------------------------------------------- | ------------------ | ---- | ----- | ----- | ----- | ----- | -- |
| 1                                           | Edmond Soussa      | 8:2  | 1447  | 182   | 7,95  | 13,63 | 75 |
| 2                                           | Théo Moons         | 8:2  | 1469  | 168   | 8,74  | 12,00 | 82 |
| 3                                           | Francis S. Appleby | 6:4  | 1435  | 159   | 9,02  | 21,42 | 56 |
| 4                                           | Edgar T. Appleby   | 4:6  | 1307  | 174   | 7,51  | 10,00 | 50 |
| 5                                           | Elvin F. Edwards   | 4:6  | 1406  | 212   | 6,63  | 6,81  | 48 |
| 6                                           | Charles A. Connor  | 0:10 | 869   | 158   | 5,50  | –     | 27 |
| Turnierdurchschnitt: 7,53                   |                    |      |       |       |       |       |    |
| Stichpartie                                 |                    |      |       |       |       |       |    |
| -                                           | Edmond Soussa      | 2:0  | 300   | 27    | 11,11 | 11,11 | 99 |
| -                                           | Théo Moons         | 0:2  | 276   | 27    | 10,22 | –     | 52 |
| nach Stichpartie                            |                    |      |       |       |       |       |    |
| 1                                           | Edmond Soussa      | 10:2 | 1747  | 209   | 8,35  | 13,63 | 99 |
| 2                                           | Théo Moons         | 8:4  | 1746  | 195   | 8,95  | 12,00 | 82 |
| Turnierdurchschnitt: 7,68 (mit Stichpartie) |                    |      |       |       |       |       |    |